# Ama, onora & obbedisci
Ama, onora & obbedisci (Love, Honour and Obey) è un film del 2000 scritto, diretto e prodotto da Dominic Anciano e Ray Burdis.
Il film, pur avendo una trama da film di gangster, è in realtà una commedia ricca di humor britannico. Nel cast appaiono Jonny Lee Miller nel ruolo del protagonista Jonny, Jude Law nei panni del suo amico Jude, Ray Winstone in quelli di Ray, zio di Jude e capo di una band di gangster, Sadie Frost in quelli della futura moglie di Ray, Sadie, e Sean Pertwee nel ruolo del capo della gang rivale; nel film recitano anche i due registi nei panni di membri della gang. Come nel precedente film di Anciano e Burdis, The Funeral, i personaggi hanno quasi tutti il nome dell'attore che li interpreta: fanno eccezione solo Rhys Ifans (Matthew) e Denise van Outen (Maureen).

## Trama
Jonny lavora come postino ma è stanco della sua routine. Tramite il suo amico d'infanzia Jude, riesce ad entrare in una delle bande di gangster di North London, guidata dallo zio di Jude, Ray. Man mano Jonny comincia a rendersi conto che l'idea quasi romantica che aveva del mondo dei malviventi è molto lontana dalla realtà, visto che i malviventi sono più interessati al sesso e al karaoke che all'azione; decide quindi di prendere l'iniziativa, commettendo però una serie di errori, che lo porteranno a dare inavvertitamente il via ad una guerra con la banda che controlla South London, guidata dal gangster Sean.

## Distribuzione
Il film è uscito in Gran Bretagna e in Irlanda il 7 aprile 2000. Le date di uscita internazionali nel corso dello stesso anno sono state:
- 5 ottobre in Australia (Love, Honour and Obey)
- 25 ottobre in Francia (Gangsters, sex & karaoké)
- 23 novembre in Nuova Zelanda
- 8 dicembre in Islanda

Negli Stati Uniti il film è uscito il 9 febbraio 2001 col titolo Love, Honor and Obey.